# Sam Cowan
Samuel Cowan, detto Sam (Chesterfield, 10 maggio 1901 – Haywards Heath, 4 ottobre 1964), è stato un calciatore e allenatore di calcio inglese, di ruolo difensore.

## Carriera

### Club

#### Gli inizi
Cowan ha trascorso i suoi primi anni d'infanzia ad Adwick le Street, un borgo vicino Doncaster. Ha iniziato a giocare per squadre locali, come l'Adwick Juniors, Bullcroft Main Colliery e Denaby United, sfiorando una convocazione in prima squadra con l'Huddersfield Town.
Nel 1923, Cowan firmò il suo primo contratto da professionista dopo aver sostenuto un provino per il Doncaster Rovers, allora militante nella Third Division North. Nel periodo di militanza nel club, fu nominato come il difensore più prolifico della stagione grazie alla tripletta segnata all'Halifax Town nel marzo 1924. Le sue prestazioni attirarono l'attenzione dei top club inglesi, e nel dicembre 1924 si è accasato al Manchester City, che era a caccia di un successore di Max Woosnam.

#### Manchester City
Cowan debuttò con i Citizens in una gara pareggiata per 2-2 contro il Birmingham City il 20 dicembre 1924, e ha messo a segno la prima rete con il City due settimane dopo in una gara contro il Nottingham Forest. Ha giocato da titolare tutte le partite della stagione saltandone soltanto una, finendo per totalizzare 21 presenze in campionato.
Nella stagione 1925-1926 diventerà uno dei volti fondamentali della finale di FA Cup 1925-1926 contro il Bolton Wanderers, vincendo numerosi contrasti durante tutta la gara. Infine, i Citizens perderanno la gara per 1-0 con una rete segnata dall'attaccante David Jack. Un'ulteriore delusione è avvenuta in campionato: infatti, il Manchester City verrà retrocesso in Championship all'ultima giornata, piazzandosi al penultimo posto con 35 punti.
Nella stagione 1926-1927, Cowan collezionò 27 presenze mentre i Citizens lottavano ininterrottamente per la promozione in massima divisione. La corsa per il secondo posto per la promozione diretta era contesa tra Manchester City e Portsmouth e nel frattempo Cowan disputò una gara strabiliante vinta per 8-0 ai danni del Bradford City. I tifosi del City credevano che il risultato fosse sufficiente per guadagnarsi la promozione in First Division, ma la partita del Portsmouth era stata posticipata di 15 minuti. Una rete nel finale da parte del Portsmouth ha determinato il punteggio finale sul 5-1, sufficiente per dare al club la promozione diretta da seconda classificata tramite la differenza reti. Il City vinse la Second Division l'anno successivo, ottenendo la promozione in massima serie.
All'inizio degli anni '30 Cowan divenne capitano della squadra, succedendo a Jimmy McMullan. Con lui capitano, il City raggiunse la finale dell'FA Cup 1932-1933 contro l'Everton, dove si ritrovò ad affrontare più volte il capitano dei Toffees Dixie Dean: entrambi i giocatori erano dotati di grandi abilità tecniche, ma Cowan ebbe molteplici difficoltà a marcare l'attaccante inglese. Secondo il Daily Mail, Cowan "era diviso tra la determinazione di non lasciare smarcato Dean e il desiderio di voler aiutare i suoi attaccanti". Infine, il club di Liverpool prevarrà per 3-0 sui Citizens. L'anno successivo, il Manchester City riuscì a guadagnarsi l'ennesima finale di FA Cup a Wembley. Cowan divenne il primo giocatore nella storia del Manchester City ad aver disputato tre finali di questa competizione con quella vinta per 2-1 contro il Portsmouth.
L'ultima stagione di Cowan al Maine Road fu la 1934-1935. La sua ultima presenza fu in una gara persa per ben 5-0 contro il Wolverhampton il 4 maggio 1935. In totale ha collezionato 407 presenze e segnato 24 reti per il Manchester City.

#### Bradford City, Mossley e ritiro
Nell'ottobre 1935 viene acquistato a titolo definitivo dal Bradford City. Cowan debuttò con la nuova maglia il 19 ottobre 1935 in una gara pareggiata per 2-2 contro lo Swindon Town, la seconda vittoria per il club nelle prime dieci gare della stagione. Cowan saltò solo tre delle partite rimanenti del club quella stagione, giocando 29 gare di campionato e tre in FA Cup. La stagione successiva Cowan fu tormentato dagli infortuni e si vide costretto a dover saltare ben 6 giornate. Senza di lui, il Bradford si piazzò al ventunesimo posto, retrocedendo in Third Division North.
Nel 1937 fu acquistato dal Mossley con il ruolo di giocatore-allenatore, conducendo la squadra fino a farla arrivare al settimo posto nella Cheshire County League. Da giocatore, totalizzò in una stagione 39 presenze mettendo a segno una sola rete, per poi ritirarsi ufficialmente dalle attività agonistiche.

### Nazionale
Ha debuttato con la Nazionale inglese il 24 maggio 1926, in una gara vinta per 5-3 contro il Belgio.

### Allenatore
A fine stagione 1937-1938 entra ufficialmente a far parte dello staff tecnico del Brighton. Mentre si trovava lì, decise di avviare un'attività di fisioterapia con sede vicino a Goldstone Ground. Nel novembre 1946 Cowan divenne l'allenatore del Manchester City, succedendo a Wilf Wild, che passò a un ruolo puramente amministrativo. Cowan era noto per le sue capacità motivazionali come giocatore e faceva parte di una nuova generazione di manager che si assumevano la responsabilità della tattica e della selezione della squadra. Cowan ha ricevuto uno stipendio di £ 2.000 raggiungendo un accordo in base al quale avrebbe trascorso parte della settimana con la squadra e parte a prendersi cura dei suoi interessi commerciali a Brighton. La sua prima gara da tecnico dei Citizens fu vinta per 3-0 contro il Newport County. Nonostante a fine stagione avesse ottenuto il titolo di Second Division, Cowan si dimise nel giugno 1947 poiché le sue attività lavorative a Brighton causarono varie divergenze con i funzionari del club.

## Dopo il ritiro
In seguito, ha lavorato per il club di cricket Sussex CCC e per la squadra di hockey su ghiaccio Brighton Tigers. Come allenatore di quest'ultima fu nominato nella squadra All Star della British National League per tre anni consecutivi dal 1956 al 1958.
Morì il 4 ottobre 1964 all'età di 63 anni quando ebbe un infarto improvviso mentre arbitrava una partita di beneficenza. Nel 2004 fu nominato nella Hall of Fame del Manchester City. In suo onore, una via situata vicino al Maine Road, ex stadio dei Citizens, è stata rinominata in Sam Cowan Close.

## Palmarès

### Giocatore

#### Competizioni nazionali
- Campionato inglese di seconda divisione: 1

Manchester City: 1927-1928
- Coppa d'Inghilterra: 1

Manchester City: 1933-1934

### Allenatore
- Second Division: 1

Manchester City: 1946-1947